# Aeroportul Antalya

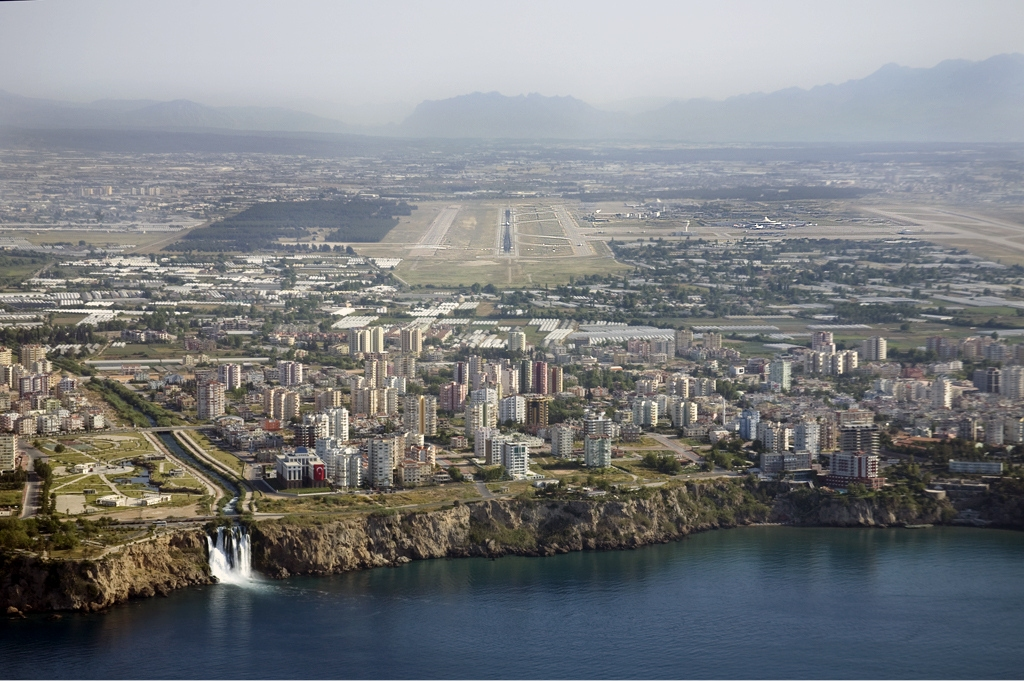

Aeroportul Antalya este un aeroport din Turcia, situat pe coasta mării Mediterane. Toate terminalele sunt echipate cu mai multe monitoare de zbor care oferă informații detaliate despre zbor. Monitoarele indică numărul, ora destinației, ora plecării și numerele de contor pentru fiecare zbor. În zona de poartă, monitoarele arată poarta reală a zborurilor. Monitoarele de zbor din zona de sosire indică ora reală de sosire a fiecărui zbor, precum și numărul de carusel pentru bagajul corespunzător pentru pasagerii care sosesc. Pasagerii și vizitatorii pot căuta și numerele de zboruri online și starea acestora.
Există birouri de informare în fiecare sală de sosire și plecare în cele 3 terminale. Personalul de la birourile de informare vorbește limbile turcă, engleză, germană și rusă.
Un chioșc de informații despre pasageri este localizat la fiecare zonă de poartă a terminalelor 1 și 2. Apelurile video pot fi făcute și informațiile necesare cu privire la zboruri pot fi primite de la personalul de informare prin intermediul acestor chioșcuri.
Există un loc de joacă pentru copii la terminalul 2 și toate terminalele sunt dotate cu vestiare convenabile pentru copii.
Aeroporturile ICF oferă servicii de urgență și servicii de sănătate generale 24 de ore din 24 în colaborare cu Clinicile MMS, afiliate la Spitalul Anadolu. Clinica este bine echipată pentru majoritatea situațiilor medicale și se poate ocupa de orice fel de urgență. O ambulanță cu echipament de urgență este în permanență la dispoziție. Dacă este necesar, echipa de servicii medicale poate lucra în colaborare cu alte instituții de sănătate din țară și străinătate care se află în oraș. Aeroportul  oferă 4 moschei care sunt întotdeauna deschise și îi întâmpină pe toți pasagerii, indiferent de religie. Este necesară o rochie modestă. Femeile sunt rugate să-și acopere capul. Pantofii sunt înlăturați înainte de a intra în camera de rugăciune și puse pe suporturile disponibile. Terminalul 1, terminalul 2 și terminalul intern sunt unul dintre puținele aeroporturi din întreaga lume care oferă o terasă exterioară pentru fumat după verificarea securității. Vă întâmpină cu o vedere unică asupra șorțului și a pistei.